# Richard Wilson (pittore)

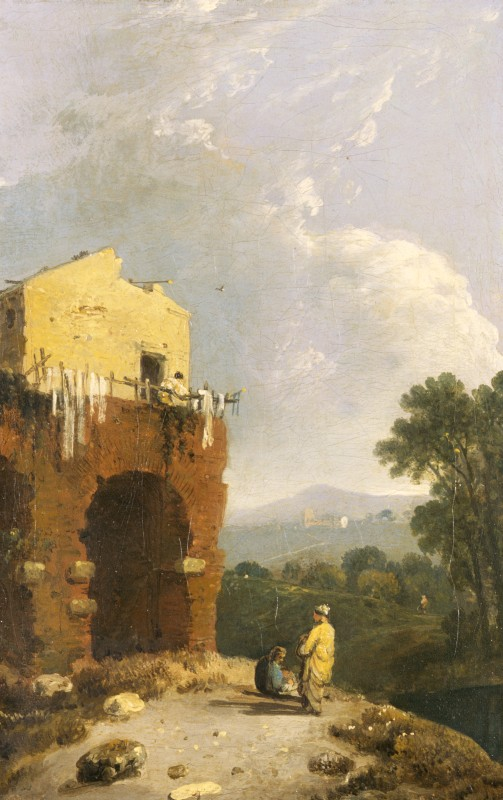
Paesaggio con Villa Adriana di Tivoli, 1760 ca. (Fondazione Cariplo)

Richard Wilson (Montgomeryshire, 1º agosto 1714 – Denbighshire, 15 maggio 1782) è stato un pittore gallese e uno dei membri fondatori della Royal Academy nel 1768.

## Biografia
Wilson è stato descritto come "[...] il pittore più meritorio che il galles abbia mai prodotto e il primo ad apprezzare le possibilità estetiche del suo paese".
Wilson è considerato il padre della pittura di paesaggi in Gran Bretagna.

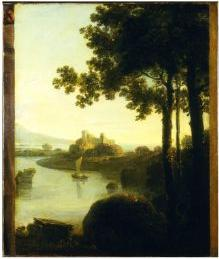
Scena fluviale con castello, 1751-1757, Richard Wilson, Museo V&A n. 246&:1-1876

Wilson nacque a Penegoes (Montgomeryshire, nel Galles), figlio di un chierico appartenente ad un'antica e rispettata famiglia. Primo cugino di Charles Pratt, I conte Camden.
Nel 1729 si spostò a Londra dove iniziò l'attività di pittore ritrattista sotto la guida di un artista misconosciuto: Thomas Wright. Dal 1750 al 1757 si recò in Italia e a Venezia, su consiglio di Francesco Zuccarelli, abbracciò la pittura paesaggistica; a Roma fu poi influenzato da Claude Lorrain e dal gruppo di paesaggisti d'oltralpe operanti in città.
Disegnando in Italia e dal 1757 in Inghilterra, fu il primo importante pittore britannico a dedicarsi principalmente ai panorami.
I suoi paesaggi influenzarono Constable e Turner.
Wilson morì a Colomendy, nel Denbighshire, e fu sepolto nel camposanto della chiesa della Vergine Santa Maria di Mold, Flintshire.